# Cerro Bravo
Cerro Bravo je v současnosti neaktivní stratovulkán, nacházející se v severní části Kolumbie. Sopka je tvořena převážně dacitovými horninami. Neexistuje žádná doložená zpráva o vulkanické činnosti Cerro Bravo, no radiometricky stanovené stáří pyroklastických proudů z úpatí Spoke poukazuje na poslední aktivitu v rozmezí let 1595 až 1845.